# Cymothoe brunnea
Cymothoe brunnea är en fjärilsart som beskrevs av Heinrich Neustetter 1912. Cymothoe brunnea ingår i släktet Cymothoe och familjen praktfjärilar. Inga underarter finns listade i Catalogue of Life.